# カステッリナルド
カステッリナルド・ダルバ（伊: Castellinaldo d'Alba）は、イタリア共和国ピエモンテ州クーネオ県にある、人口約900人の基礎自治体（コムーネ）。
2015年1月30日、名称をカステッリナルドから、カステッリナルド・ダルバに変更した。

## 地理

### 位置・広がり

#### 隣接コムーネ
隣接するコムーネは以下の通り。
- カナーレ
- カスタニート
- マリアーノ・アルフィエーリ
- プリオッカ
- ヴェッツァ・ダルバ

## 行政

### 分離集落
カステッリナルド・ダルバには、以下の分離集落（フラツィオーネ）がある。
- Gatti, Boarini, San Pietro, Madonna dei Cavalli.